# Chasson Randle

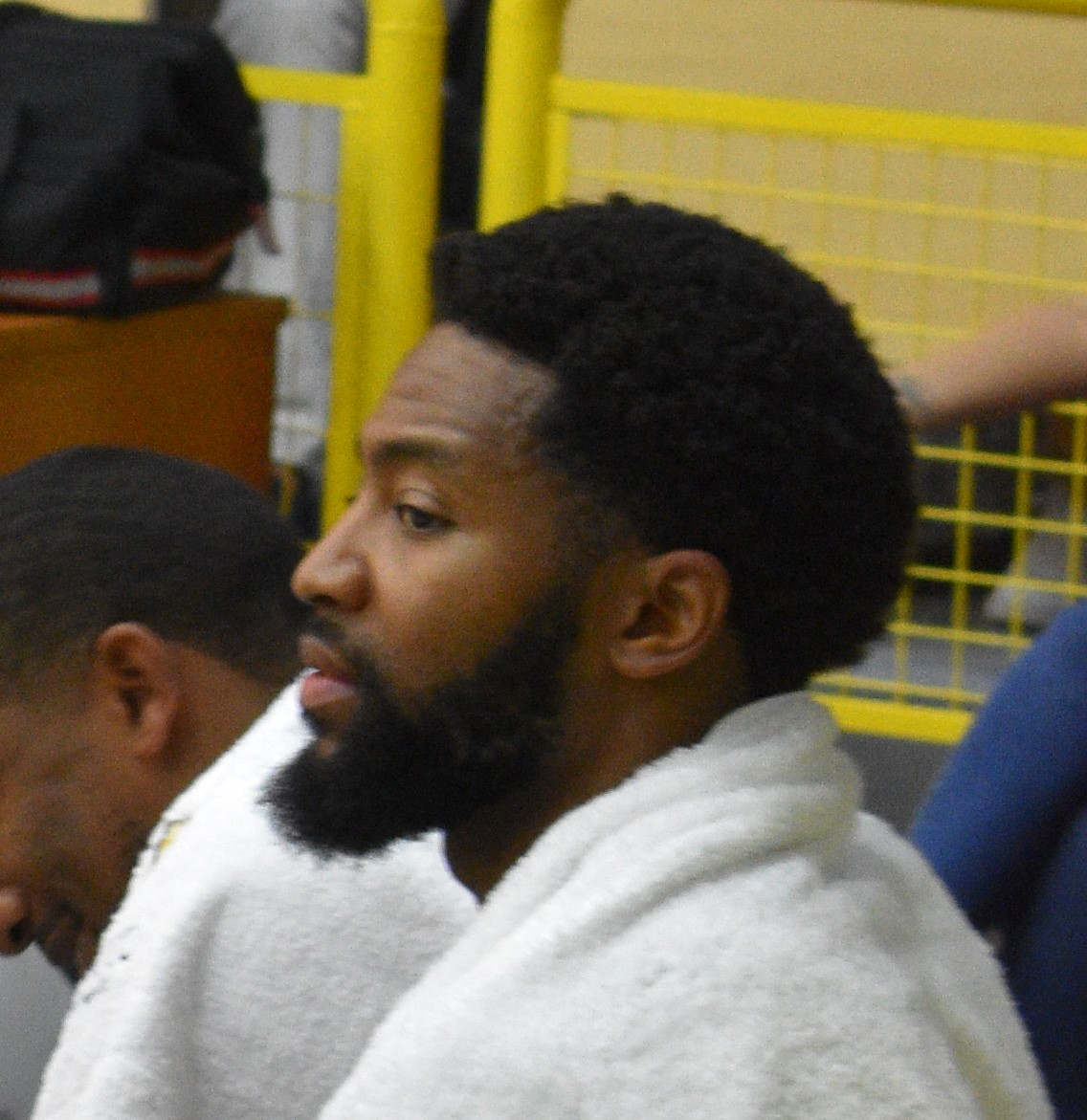
Chasson Randle, 2023.

Chasson Randle, född 5 februari 1993 i Rock Island i Illinois, är en amerikansk professionell basketspelare (PG/SG) som spelar för Minnesota Timberwolves i National Basketball Association (NBA). Han har tidigare spelat för Philadelphia 76ers, New York Knicks, Washington Wizards, Golden State Warriors och Orlando Magic.
Randle har också spelat som proffs i Grekland, Kina, Nya Zeeland (Australien), Puerto Rico, Spanien och Tjeckien.
Han blev aldrig NBA-draftad.
Innan Randle blev proffs studerade han vid Stanford University och spelade för deras idrottsförening Stanford Cardinal.